# Matthew Borlenghi
Matthew Borlenghi, właśc. Matteo Andrea Borlenghi (ur. 25 maja 1967 roku w Los Angeles), jest amerykańskim aktorem, zdobywcą nagród Soap Opera Digest Award (za rolę w serialu Wszystkie moje dzieci) oraz Festival Prize na Eureka Springs Digital Film Festival. Był również nominowany do nagród Daytime Emmy i ponownie do Soap Opera Digest Award. W 2002 roku występował jako Ziggy Deadmarsh w operze mydlanej Moda na sukces, z tą rolą jest najbardziej kojarzony.
Żonaty z Heather od roku 2003. Posiada podwójne obywatelstwo (amerykańskie i włoskie).

## Filmografia
- 2006: Alpha Dog jako John Kirschner
- 2005: Bloody Mary: Legend of the Mirror Witch jako Bobby
- 2005: Wydział Venice Underground (Venice Underground) jako detektyw Bobby D.
- 2004: DinoCroc jako Tom Banning
- 2002: Psychic Murders jako Ramon
- 2002: Moda na sukces (The Bold and the Beautiful) jako Ziggy Deadmarsh
- 2001: Pajęcza sieć (Spider's Web) jako Bob Smooth
- 2000: Ferajna (The Crew) jako młody Joey "Bats" Pistella
- 2000: Krocodylus jako Zack Jardine
- 1999: Kate's Addiction jako Ezra Parker
- 1997: Akademia policyjna (Police Academy: The Series) jako Richard Casey
- 1996: Party Girl jako Oneal
- 1995: Pig Sty jako Johnny Barzano
- 1995-1996: The Jeff Foxworthy Show jako Russ Francis
- 1994: Ostry dyżur (ER) jako Jimmy Falco (gościnnie)
- 1991-1996: Wszystkie moje dzieci (All My Children) jako Brian Bodine #2
- 1989: Koszmar z ulicy Wiązów V: Dziecko snów (Nightmare on the Elm Street 5: The Dream Child) jako Jock
- 1988: The American Scream jako Brent Benziger
- 1987-1997: Świat według Bundych (Married... with Children) jako Ray Ray/Tom (gościnnie)
- 1987: Cannibal Hookers jako Dwight
- 1984-1991: Detektyw Hunter (Hunter) jako Dirk Lawson (gościnnie)